# Nili Fossae

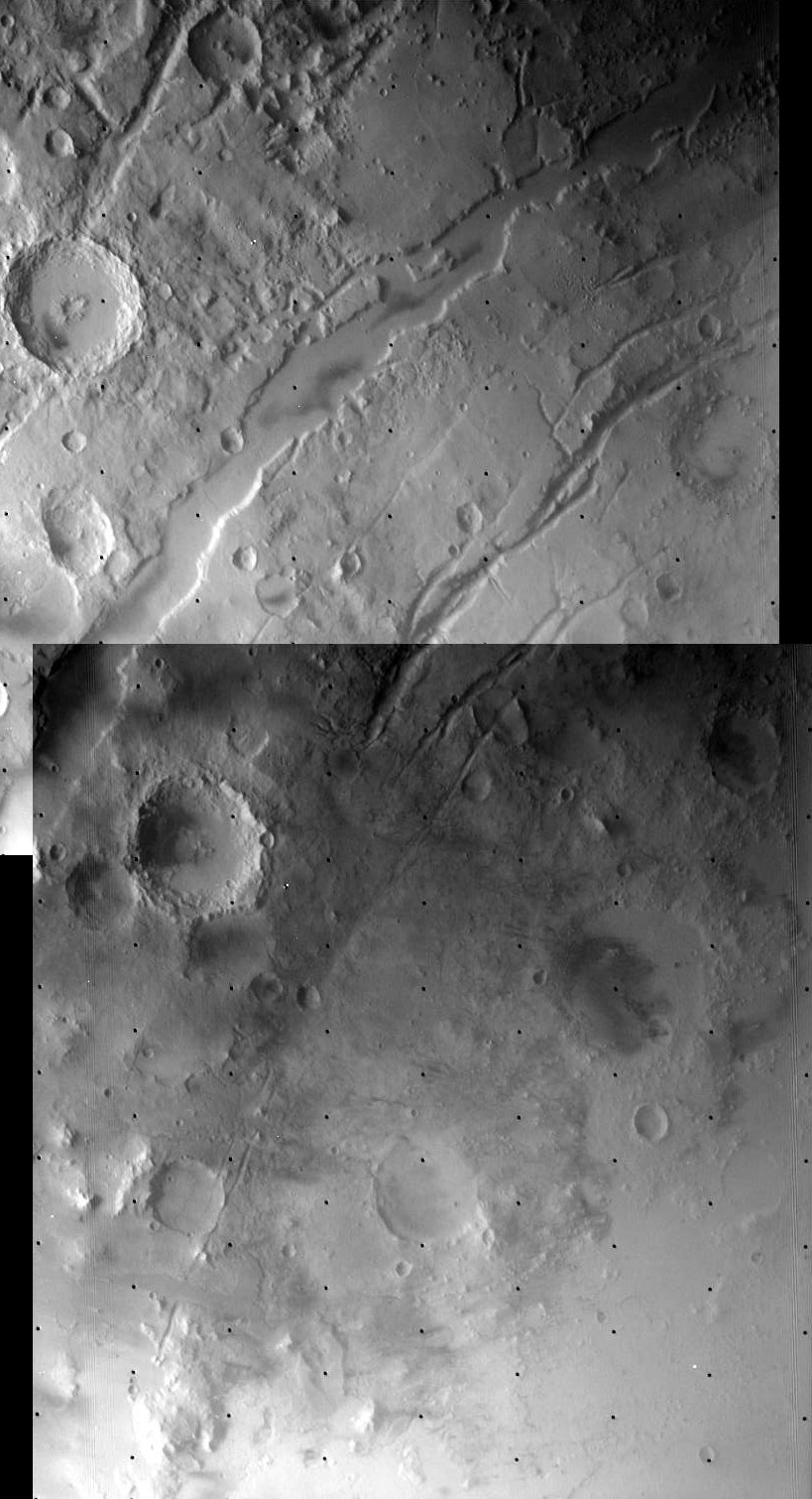
mosaico de Nili Fossae por Viking Orbiter 1

Nili Fossae es un grupo de grandes fosas concéntricas en Marte, en el cuadrángulo de Syrtis Major. Han sido erosionadas y parcialmente rellenadas por sedimentos y eyecciones ricas en arcilla de un cráter de impacto gigante cercano, la cuenca de Isidis. Se encuentra aproximadamente a 22 ° N, 75 ° E y tiene una elevación de -0,6 km (-0,37 mi). Nili Fossae estaba en la lista de posibles sitios de aterrizaje del Curiosity, que llegó en 2012, pero se eliminó antes de que se determinaran los cuatro sitios finales. Aunque no se encuentra entre los últimos finalistas, en septiembre de 2015 fue seleccionado como posible lugar de aterrizaje para el rover Mars 2020, que utilizará el mismo diseño que Curiosity, pero con una carga diferente centrada en la astrobiología.
Una gran exposición de olivino está en Nili Fossae. En diciembre de 2008, el Mars Reconnaissance Orbiter de la NASA descubrió que las rocas en Nili Fossae contienen minerales de carbonato, un descubrimiento geológicamente significativo. Otros minerales encontrados por MRO son la esmectita de aluminio, la esmecita de hierro/magnesio, la sílice hidratada, los minerales del grupo de la caolinita y los óxidos de hierro. Los científicos de la NASA descubrieron que Nili Fossae es la fuente de las columnas de metano, planteando la cuestión de si esta fuente tiene su origen en fuentes biológicas.
En julio de 2010, los investigadores sugirieron que las rocas carbonatadas que se encuentran en la región Nili Fossae de Marte están formadas por rocas ultramáficas alteradas hidrotermalmente. En consecuencia, la actividad hidrotermal habría proporcionado suficiente energía para la actividad biológica. La evidencia de organismos vivos podría haberse conservado.
Se cree que el canal de Nili Fossae fue el resultado del impacto que formó la cuenca cercana de Isidis.